# 가사이 노리아키
가사이 노리아키(일본어: 葛西 紀明, かさい のりあき, 1972년 6월 6일~)는 일본의 스키점프 선수이다.
릴레함메르에서 열린 1994년 동계 올림픽 단체전에서 은메달을 획득했다. 1992년 동계 올림픽부터 2018년 동계 올림픽까지 8회 연속으로 동계 올림픽에 참가하여, 루지의 알베르트 뎀첸코를 제치고 동계 올림픽 연속 최다 참가 기록을 세웠다.